# Gaongo (département)
Pour le village chef-lieu, voir Gaongo.
Gaongo est un département et une commune rurale de la province du Bazèga, situé dans la région du Centre-Sud au Burkina Faso.

## Géographie

### Démographie
En 2006, le dernier département comptabilisait 25 495 habitants.

### Villages
Le département et la commune rurale de Gaongo est administrativement composé de treize villages, dont le village chef-lieu homonyme (données de populations consolidées issues du recensement général de 2006) :
- Dassamkandé (1 308 habitants)
- Douaba (985 habitants)
- Gaongo (2 361 habitants), chef-lieu
- Gomasgo (736 habitants)
- Kombougo (1 438 habitants)
- Nafbanga (6 066 habitants)
- Nakomestinga (646 habitants)
- Néblaboumbou (1 730 habitants)
- Somassi (595 habitants)
- Tambili (357 habitants)
- Tanwoko (1 087 habitants)
- Vossé (3 004 habitants)
- Wardogo (5 182 habitants)